# Włodzimierz Trzebiatowski
Włodzimierz Trzebiatowski (ur. 25 lutego 1906 w Grodzisku Wielkopolskim, zm. 13 listopada 1982 we Wrocławiu) – polski chemik, profesor uniwersytetów we Lwowie i Wrocławiu, autor szeregu prac monograficznych oraz podręczników, w tym obszernego, wielokrotnie wznawianego i uzupełnianego podręcznika akademickiego do chemii nieorganicznej, zwanego potocznie Chemią Trzebiatowskiego. Budowniczy Polski Ludowej.

## Życiorys
Urodził się w rodzinie Kazimierza, lekarza okulisty, i Wandy z Grossmanów. W 1924 ukończył Gimnazjum Humanistyczne im. Karola Marcinkowskiego w Poznaniu i rozpoczął studia na Wydziale Chemicznym Politechniki Lwowskiej. Po studiach, które ukończył w 1929, został asystentem profesora Wiktora Jakóba, kierownika Katedry Chemii Nieorganicznej. W 1930 na Politechnice Lwowskiej uzyskał stopień doktora nauk technicznych na podstawie pracy Potencjometryczne oznaczenie i rozdzielenie chromu, wanadu i molibdenu z zastosowaniem do analizy stali, w 1935 habilitował się w zakresie chemii fizycznej (metalurgia proszkowa) na podstawie pracy O otrzymywaniu i własnościach drobnokrystalicznych faz metalicznych.
W latach 1935–1938 przebywał na stypendiach w Charlottenburgu, Zurychu, Fryburgu, Sztokholmie. W sierpniu 1938 został mianowany profesorem nadzwyczajnym chemii nieorganicznej Uniwersytetu Jana Kazimierza we Lwowie. Na tej uczelni był kierownikiem Katedry Chemii Nieorganicznej.
W czasie wojny był nauczycielem chemii w średniej chemicznej szkole zawodowej i brał czynny udział w tajnym nauczaniu na poziomie uniwersyteckim. W 1944 wrócił na krótko do poprzedniej funkcji na Uniwersytecie Jana Kazimierza.
We wrześniu 1945 wyjechał ze Lwowa do Wrocławia. W latach 1945–1952 był kierownikiem Katedry Chemii Nieorganicznej Uniwersytetu i Politechniki we Wrocławiu, a także od 1950 do 1952 roku dziekanem Wydziału Matematyki, Fizyki i Chemii.
W 1948 zorganizował pierwszy powojenny Walny Zjazd Polskiego Towarzystwa Chemicznego we Wrocławiu. W 1952 został wybrany na członka korespondenta Polskiej Akademii Nauk, w 1956 – członka rzeczywistego, w 1963 na członka Prezydium PAN, od 1968 do 1971 był wiceprezesem, a w latach 1972–1977 prezesem Polskiej Akademii Nauk. Był członkiem PZPR, w latach 1971–1981 członkiem KC PZPR. Od 1972 roku był członkiem Prezydium Ogólnopolskiego Komitetu Frontu Jedności Narodu.
W latach 1963–1968 był dyrektorem Instytutu Chemii Nieorganicznej i Metalurgii Pierwiastków Rzadkich Politechniki Wrocławskiej.
Wspólnie z profesorem Romanem S. Ingardenem zorganizował we Wrocławiu w latach 1966–1967 Instytut Niskich Temperatur i Badań Strukturalnych PAN a dwa lata później Międzynarodowe Laboratorium Silnych Pól Magnetycznych i Niskich Temperatur PAN i był dyrektorem tej placówki aż do śmierci.
W 1976 uzyskał tytuł doktora honoris causa Politechniki Wrocławskiej. W 1978 uzyskał w dowód uznania wrocławskiego środowiska naukowego nagrodę Kolegium Rektorów za rozwój i integrację tego środowiska. Rok później, w 1979 w uznaniu zasług wręczono mu na 26 zjeździe Polskiego Towarzystwa Fizycznego Medal im. Mariana Smoluchowskiego.
W roku 1953 (tom 1) i 1954 (tom 2) wydany został jego podręcznik Chemia nieorganiczna (Warszawa, PWN), następnie wielokrotnie wznawiany w uzupełnianych i poprawianych wersjach; od wydania 7 (1977) ukazywał się jako Chemia nieorganiczna. Podręcznik chemii ogólnej i nieorganicznej dla wydziałów chemicznych politechnik i uniwersytetów. Ostatnie, 9. wydanie, opublikowane zostało w 1979. W latach 70. był członkiem Rady Redakcyjnej organu teoretycznego i politycznego KC PZPR „Nowe Drogi”.
13 listopada 1982 w trakcie jazdy samochodem dostał zawału i zginął w wypadku samochodowym. Pochowany 20 listopada 1982 na cmentarzu Osobowickim we Wrocławiu (pole 24, rząd 1 od Alei Głównej, grób 231). W jego pogrzebie uczestniczyli przedstawiciele środowisk naukowych z całego kraju, reprezentanci władz, m.in. wicepremier Mieczysław Rakowski, minister szkolnictwa wyższego, nauki i techniki prof. Benon Miśkiewicz i pełnomocnik Komitetu Obrony Kraju na województwo wrocławskie gen. Kazimierz Stec. Przybyły również delegacje naukowców z NRD, ZSRR, Bułgarii i Czechosłowacji. W imieniu Prezydium PAN przemówił prof. Aleksander Gieysztor, w imieniu władz partyjnych członek Biura Politycznego KC PZPR prof. Tadeusz Porębski, a w imieniu naukowców z ZSRR prof. Nikołaj Aleksiejewski, członek korespondent Akademii Nauk ZSRR. Obok, 9 lat później, spoczęła żona profesora Trzebiatowskiego, prof. Bogusława Jeżowska-Trzebiatowska.

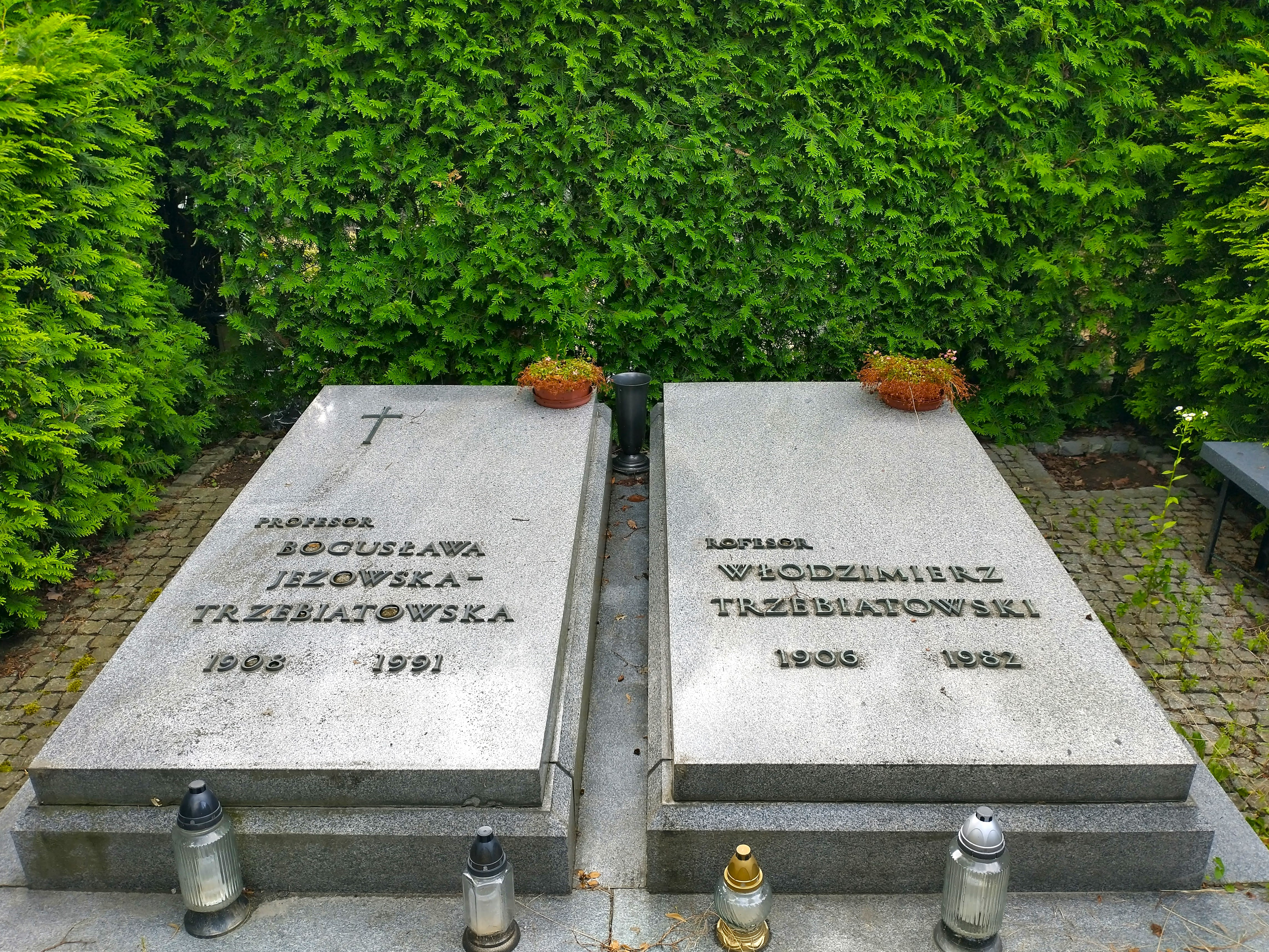
Grób małżeństwa Trzebiatowskich

## Ordery i odznaczenia
- Order Budowniczych Polski Ludowej (21 lipca 1974)[12]
- Order Sztandaru Pracy I klasy (dwukrotnie, w tym w 1964[13])
- Krzyż Komandorski z Gwiazdą Orderu Odrodzenia Polski (16 lipca 1954)[14]
- Krzyż Kawalerski Orderu Odrodzenia Polski (30 września 1952)[15]
- Złoty Krzyż Zasługi (22 lipca 1950)[16]
- Medal 10-lecia Polski Ludowej (dwukrotnie: 14 stycznia 1955[17], 5 maja 1955[18])
- Medal im. Mariana Smoluchowskiego (1979)
- Order Przyjaźni Narodów (ZSRR)

## Nagrody
- Nagroda Państwowa II stopnia za wybitne osiągnięcia w dziedzinie magnetochemii (1955)[19]
- Specjalna Nagroda Państwowa z okazji 35-lecia Polski Ludowej (1979)[20][21]